# Debre Zeit (Benishangul-Gumuz)
Pour la ville de la région Oromia, voir Debre Zeit.
Debre Zeit (également appelée Wenbera) est une localité de l'ouest de l'Éthiopie, située dans la zone Metekel de la région Benishangul-Gumuz.
Elle se trouve à plus de 2 500 m d'altitude sur la route Guba-Chagni. Elle est le centre administratif du woreda Wenbera.
Au recensement de 2007, elle est la seule localité urbaine du woreda et a 5 476 habitants.
La population urbaine du woreda — estimée en 2020, par projection des taux de 2007, à 6 813 personnes — donne une estimation de la population actuelle de la localité.